# Galium andrewsii
La Galium andrewsii és una espècie de plantes amb flor que pertany a la família de les rubiàcies. És endèmica de l'oest dels EUA, a Oregon i Califòrnia, on és coneguda com a Phlox-leaved Bedstraw. El nom llatí de l'espècie fou un homenatge al recol·lector estatunidenc Timothy L. Andrews (1819–1908), conservador de botànica de l'Acadèmia de les Ciències de Califòrnia en l'any 1855.

## Descripció
Té una tija que pot fer de 5 a 22 cm de llarg, amb fulles de 4,4 a 11 mm. agrupades de quatre en quatre. Els seus fruits són baies de 2-3 mm. de gruix. Creix entre els 20 i els 2.580 metres d'altitud.